# Kenmore (Nueva York)
Kenmore es una villa ubicada en el condado de Erie en el estado estadounidense de Nueva York. En el año 2000 tenía una población de 16,426 habitantes y una densidad poblacional de 4,415.9 personas por km².

## Geografía
Kenmore se encuentra ubicada en las coordenadas 42°57′54″N 78°52′18″O / 42.96500, -78.87167.

## Demografía
Según la Oficina del Censo en 2000 los ingresos medios por hogar en la localidad eran de $42,252, y los ingresos medios por familia eran $53,155. Los hombres tenían unos ingresos medios de $38,371 frente a los $26,875 para las mujeres. La renta per cápita para la localidad era de $21,695. Alrededor del 5.2% de la población estaban por debajo del umbral de pobreza.